# Ocho de Agosto
Ocho de Agosto är en ort i Mexiko.   Den ligger i kommunen Escuintla och delstaten Chiapas, i den sydöstra delen av landet, 800 km sydost om huvudstaden Mexico City. Ocho de Agosto ligger 15 meter över havet och antalet invånare är 121.
Terrängen runt Ocho de Agosto är huvudsakligen platt, men norrut är den kuperad. Runt Ocho de Agosto är det ganska tätbefolkat, med 80 invånare per kvadratkilometer. Närmaste större samhälle är Escuintla, 10,5 km norr om Ocho de Agosto. Omgivningarna runt Ocho de Agosto är en mosaik av jordbruksmark och naturlig växtlighet.